# George Szabo
George M. Szabo, nacido el 6 de julio de 1970 en Filadelfia, Pensilvania (Estados Unidos), es un regatista estadounidense.
Ganó el Campeonato Mundial de Star en 2009 y fue subcampeón del mundo de Snipe en 2003. Además, ha sido campeón norteamericano cuatro veces en la clase Snipe y otras cuatro en la clase Star. A nivel nacional, ganó el campeonato nacional de los Estados Unidos de Snipe en cuatro ocasiones, dos veces el de Lido 14 y dos veces el de radiocontrol CR914. También tiene 3 títulos de campeón de campeones de la Federación de Vela de Estados Unidos ("US Sailing Championship of Champions").